# Sami (district)
Pour les articles homonymes, voir Sami.
Sami est un district de la division de Central River en Gambie. En 2013, sa population était de 21 229 habitants.

## Source de la traduction
- (de) Cet article est partiellement ou en totalité issu de l’article de Wikipédia en allemand intitulé « Sami (Distrikt) » (voir la liste des auteurs).